# Amy Guy
Amy Guy (21 dicembre 1983) è una modella gallese, vincitrice del concorso di bellezza Miss Galles nel 2004. In seguito rappresentò il Galles a Miss Mondo 2004, in occasione del quale la modella ottenne la fascia di Miss Sport. Ha preso parte anche ai concorsi di bellezza Miss Regno Unito 2005 e Miss International 2005 ed allo show televisivo Gladiators.